# 角齒蘚
角齒蘚（学名：Ceratodon purpureus）为牛毛蘚科角齒蘚屬下的一个种。其种加词“Purpureus”意为“紫色的”。